# Epeolus bischoffi
Epeolus bischoffi är en biart som först beskrevs av Mavromoustakis 1954.  Epeolus bischoffi ingår i släktet filtbin, och familjen långtungebin. Inga underarter finns listade i Catalogue of Life.